# مایدان بوژخووسکی
مایدان بوژخووسکی (به لاتین: Majdan Borzechowski) یک روستا در لهستان است که در گمینا بوژخوو واقع شده‌است.